# 薛仁杲
薛仁杲（？—619年），名又作仁果，河東汾陰（今山西省運城市萬榮縣）人，中国唐朝初隴西割据者“西秦霸王”薛舉的長子，后被唐朝攻灭。

## 生平
生年失载。隋炀帝大业十三年（617年）薛仁杲跟隨父親薛舉起兵，薛舉本金城校尉，後自称「秦王」、「西秦霸王」，後稱秦帝，年号秦兴。据陇西之地，扼丝路交通。
唐高祖武德元年（618年）五月，李淵稱帝，建立唐朝。同年六月，薛舉入涇州涇川（今甘肅涇川縣北五里），縱兵虜掠，直至豳州（今陝西彬縣）、岐州（今陝西鳳翔）一帶。唐朝秦王李世民以西討元帥的名義，和劉文靜、殷開山等「八總管」領兵前往抗擊，時世民患瘧疾，殷開山等人輕敵出戰，唐軍八總管皆敗，士卒死者十之五六，李安遠、劉弘基、慕容羅睺等人被俘，但八月時擄獲唐將的薛举亦勞累而病卒，仁杲继位。十一月，李世民率軍坚守高墌（今陝西長武縣北），相持六十餘日，薛仁杲軍糧盡，其將梁胡郎降唐，諸將各懷異心，世民乘機攻擊，薛仁杲大敗於淺水原（今陝西長武東北），擒仁杲，被斬於市，史稱淺水原之戰。

## 家庭

### 父亲
西秦霸王薛举

### 兄弟
晉王薛仁越等